# Mandi Dabwali
Mandi Dabwali è una città dell'India di 53.812 abitanti, situata nel distretto di Sirsa, nello stato federato dell'Haryana. In base al numero di abitanti la città rientra nella classe II (da 50.000 a 99.999 persone).

## Geografia fisica
La città è situata a 29° 57' 30 N e 74° 42' 21 E.

## Società

### Evoluzione demografica
Al censimento del 2001 la popolazione di Mandi Dabwali assommava a 53.812 persone, delle quali 28.309 maschi e 25.503 femmine. I bambini di età inferiore o uguale ai sei anni assommavano a 6.869, dei quali 3.833 maschi e 3.036 femmine. Infine, coloro che erano in grado di saper almeno leggere e scrivere erano 34.868, dei quali 19.886 maschi e 14.982 femmine.